# Kaminoseki
Kaminoseki (japanska: 上関町?, Kaminoseki-chō) är en landskommun i Yamaguchi prefektur i Japan. Kommunen består av öarna Iwaishima, Nagashima, Yashima, orten Murotsu på fastlandet och några mindre kringliggande öar.